# Helena Skrzydlewska
Helena Skrzydlewska (ur. 26 lutego 1925 w Łodzi, zm. 27 maja 2018 tamże) – związana z Łodzią właścicielka sieci kwiaciarni i zakładów pogrzebowych.

## Życie
Jej rodzice, Franciszek i Józefa, byli łodzianami. Ojciec był legionistą, walczył podczas wojny polsko-bolszewickiej. Jej mąż, Ryszard (zm. 1973), pochodził z rodziny bogatych łódzkich ogrodników. Skrzydlewscy mieli największe gospodarstwo na Zarzewie. W czasie II wojny światowej Helena i Ryszard wspólnie działali w konspiracji, a po zakończeniu okupacji pobrali się.
Krótko przed wybuchem wojny podjęła naukę w szkole gospodarczej prowadzonej przez salezjanów przy ul. Wodnej (obecnie Zespół Szkół Salezjańskich im. ks. Jana Bosko). Pierwszą kwiaciarnię założyła po wojnie, przy gospodarstwie Skrzydlewskich, w dzielnicy Zarzew. W późniejszych latach, za pieniądze z wywłaszczeń majątku Skrzydlewskich, zakupiła ogrodnictwo przy ul. Marmurowej. Późniejsze założenie sieci kwiaciarni, jak również zakładu pogrzebowego, było pomysłem jej syna, Witolda. Rozszerzenie działalności firmy o usługi pogrzebowe nastąpiło w 1992. Wedle słów samej Skrzydlewskiej, krok ten uchronił kwiaciarnie przed upadkiem. Sieć „H. Skrzydlewska” stała się największą siecią kwiaciarni w Polsce.
Była zaangażowana w łódzkie akcje charytatywne i społeczne. Wspierała finansowo instytucje takie jak Caritas Archidiecezji Łódzkiej, domy pomocy społecznej, Muzeum Historii Miasta Łodzi, Teatr Wielki, katolicki Teatr „Logos”. W 2005 założyła Klub Żużlowy Orzeł Łódź. Była sponsorką młodych sportowców z łódzkich klubów sportowych, fundatorką stypendiów naukowych na zagranicznych uczelniach w dziedzinie biblistyki i stypendium artystycznego w wyższej szkole baletowej. W 2006 otrzymała Nagrodę Miasta Łodzi, którą przekazała na cele charytatywne. W 2011 została odznaczona Złotym Krzyżem Archidiecezji Łódzkiej.
Oprócz syna miała też starszą o siedem lat córkę Elżbietę.

## Miejsce spoczynku
Helena Skrzydlewska została pochowana na cmentarzu Zarzew przy ul. Lodowej w Łodzi.